# Unione Sportiva Crotone 1968-1969
Questa pagina raccoglie le informazioni riguardanti l'Unione Sportiva Crotone nelle competizioni ufficiali della stagione 1968-1969.

## Rosa
| N. |                   | Ruolo | Calciatore              |
| -- | ----------------- | ----- | ----------------------- |
|    | Italia (bandiera) | D     | Agostino Andreatini     |
|    | Italia (bandiera) | A     | Alberto Berti           |
|    | Italia (bandiera) | P     | Luciano Bertoni         |
|    | Italia (bandiera) | C     | Adriano Birtig          |
|    | Italia (bandiera) | P     | Claudio Dalle Carbonare |
|    | Italia (bandiera) | A     | Loris De Carolis        |
|    | Italia (bandiera) | D     | Aurelio Gerin           |
|    | Italia (bandiera) | C     | Roberto Golfarini       |
|    | Italia (bandiera) | C     | Antonio Mariotti        |
|    | Italia (bandiera) | D     | Damiano Milone          |

| N. |                   | Ruolo | Calciatore         |
| -- | ----------------- | ----- | ------------------ |
|    | Italia (bandiera) | D     | Denis Pacco        |
|    | Italia (bandiera) | D     | Elio Parolini      |
|    | Italia (bandiera) | A     | Nicodemo Pirito    |
|    | Italia (bandiera) | C     | Diego Pupo         |
|    | Italia (bandiera) | C     | Giuseppe Rampini   |
|    | Italia (bandiera) | C     | Guido Sansone      |
|    | Italia (bandiera) | A     | Angelo Seghezza    |
|    | Italia (bandiera) | A     | Mario Tribuzio     |
|    | Italia (bandiera) | C     | Piernicola Virgili |